# Guaza de Campos
Guaza de Campos – gmina w Hiszpanii, w prowincji Palencia, w Kastylii i León, o powierzchni 32,34 km². W 2011 roku gmina liczyła 68 mieszkańców.